# Cumbayá
Cumbayá ist ein östlicher Vorort der ecuadorianischen Hauptstadt Quito und eine Parroquia rural („ländliches Kirchspiel“) im Kanton Quito der Provinz Pichincha. Die Parroquia Cumbayá gehört zur Verwaltungszone Tumbaco. Das Verwaltungsgebiet besitzt eine Fläche von 21,12 km². Die Einwohnerzahl betrug im Jahr 2010 31.463.  

## Lage
Die Parroquia Cumbayá liegt 9,5 km ostnordöstlich vom historischen Stadtzentrum von Quito. Der Río San Pedro, linker Quellfluss des Río Guayllabamba, entwässert das Areal in nordnordöstlicher Richtung. Das Verwaltungszentrum liegt auf einer Höhe von etwa 2350 m. Cumbayá ist geprägt durch Wohnviertel der oberen Mittelschicht und der Oberschicht. Im Ort sind viele Gated Communitys.
Die Parroquia Cumbayá grenzt im Osten an die Parroquia Tumbaco, im Süden an die Parroquia Guangopolo, im Westen an das Municipio von Quito sowie im Norden an die Parroquia Nayón.

## Geschichte
Ungefähr 1570/1571 wurde die kirchliche Pfarrei gegründet. Die zivilrechtliche Parroquia Cumbayá wurde am 29. Mai 1861 eingerichtet.

## Einrichtungen.
Die Universidad San Francisco de Quito liegt in Cumbayá.
Unmittelbar nördlich der Stadt liegt ein Wasserkraftwerk, dessen Stausee von Wohngebieten umgeben ist.

## Persönlichkeiten
- Ángel Maximiliano Ordoñez Sigcho (* 1972), römisch-katholischer Geistlicher und Weihbischof in Quito